# Puttelange-lès-Thionville
Puttelange-lès-Thionville (a volte ricordato con la dizione francesizzata di Putelange; in tedesco Püttlingen) è un comune francese di 914 abitanti situato nel dipartimento della Mosella nella regione del Grand Est.

## Società

### Evoluzione demografica
Abitanti censiti